# Jasai
Jasai es una ciudad censal situada en el distrito de Raigad en el estado de Maharashtra (India). Su población es de 8234 habitantes (2011). Se encuentra  a 23 km de Bombay y a 111 km de Pune.

## Demografía
Según el censo de 2011 la población de Jasai era de 8234 habitantes, de los cuales 4520 eran hombres y 3714 eran mujeres. Jasai tiene una tasa media de alfabetización del 81,51%, inferior a la media estatal del 82,34%: la alfabetización masculina es del 87,12%, y la alfabetización femenina del 74,52%.